# Water Place Residences
Le Water Place Residences est un ensemble de 7 gratte-ciel résidentiels construit en 2008 et 2009 à Surabaya en Indonésie. 
Il est composé des :
- Water Place Residence Tower A, 153 mètres de hauteur, 38 étages, construit en 2008
- Water Place Residence Tower B, 153 mètres de hauteur, 38 étages, construit en 2008
- Water Place Residence Tower C, 141 mètres de hauteur, 35 étages, construit en 2008
- Water Place Residence Tower D, 121 mètres de hauteur, 30 étages, construit en 2008
- Water Place Residence Tower E, 153 mètres de hauteur, 38 étages, construit en 2008
- Water Place Residence Tower F, 141 mètres de hauteur, 35 étages, construit en 2009
- Water Place Residence Tower G, 141 mètres de hauteur, 35 étages, construit en 2009
Les immeubles A, B et E étaient les plus hautes de la ville à leur inauguration en 2008 et font encore partie des 10 plus hauts gratte-ciel de la ville.